# Nogometno prvenstvo Dalmacije 1951.
Prvenstvo Dalmacije je predstavljalo četvrti rang nogometnog prvenstva Jugoslavije u sezoni 1951. 

U sezoni 1951. došlo je do reorganizacije natjecanja u nogometnom prvenstvu Dalmacije, kojeg je organizirao Oblasni odbor Nogometnog saveza Hrvatske za Dalmaciju. Sudjelovala su 34 kluba, a bili su raspoređeni u sedam grupa. Pravo sudjelovanja u finalnom natjecanju stjecali su prvaci prve, druge i sedme grupe. Drugoplasirani iz prve i druge grupe igrali su međusobno dvije kvalifikacijske utakmice. Natjecanje u tih sedam grupa počelo je 25. ožujka 1951. a završilo je 27. svibnja 1951. godine

## Grupni dio natjecanja

### I grupa
| Poredak | Klub                   | Utakmica | Pobjeda | Neodlučeno | Poraza | Postigli golova | Primili golova | Gol-razlika | Bodova |
| ------- | ---------------------- | -------- | ------- | ---------- | ------ | --------------- | -------------- | ----------- | ------ |
| 1.      | Slaven Trogir          | 10       | 6       | 3          | 1      | 25              | 14             | + 11        | 15     |
| 2.      | Vicko Krstulović Split | 10       | 6       | 2          | 2      | 22              | 13             | + 9         | 14     |
| 3.      | Omladinac Vranjic      | 10       | 6       | 0          | 4      | 26              | 16             | + 10        | 12     |
| 4.      | Naprijed Vis           | 10       | 5       | 1          | 4      | 32              | 23             | + 9         | 11     |
| 5.      | Cement Solin           | 10       | 2       | 1          | 7      | 12              | 24             | - 12        | 5      |
| 6.      | Pomorac Split          | 10       | 1       | 2          | 7      | 11              | 38             | - 27        | 4      |

### II grupa
| Poredak | Klub                  | Utakmica | Pobjeda | Neodlučeno | Poraza | Postigli golova | Primili golova | Gol-razlika | Bodova |
| ------- | --------------------- | -------- | ------- | ---------- | ------ | --------------- | -------------- | ----------- | ------ |
| 1.      | Val Kaštel Stari      | 10       | 6       | 2          | 2      | 20              | 14             | + 6         | 14     |
| 2.      | Jadran Kaštel Sućurac | 10       | 4       | 4          | 2      | 12              | 8              | + 4         | 12     |
| 3.      | Junak Sinj            | 10       | 5       | 1          | 4      | 15              | 9              | + 6         | 11     |
| 4.      | Orkan Dugi Rat        | 10       | 4       | 2          | 4      | 16              | 8              | + 8         | 10     |
| 5.      | Elektra Split         | 10       | 3       | 1          | 6      | 12              | 22             | - 10        | 7      |
| 6.      | Iskra Omiš            | 10       | 2       | 2          | 6      | 12              | 26             | - 14        | 6      |

### III grupa
| Poredak | Klub                  | Utakmica | Pobjeda | Neodlučeno | Poraza | Postigli golova | Primili golova | Gol-razlika | Bodova |
| ------- | --------------------- | -------- | ------- | ---------- | ------ | --------------- | -------------- | ----------- | ------ |
| 1.      | DOŠK Drniš            | 10       | 8       | 1          | 1      | 31              | 9              | + 22        | 17     |
| 2.      | Dinara Knin           | 10       | 7       | 2          | 1      | 28              | 12             | + 16        | 16     |
| 3.      | Mladost Kaštel Lukšić | 10       | 4       | 0          | 6      | 23              | 14             | -9          | 8      |
| 4.      | Jadran Šibenik        | 10       | 3       | 2          | 5      | 12              | 18             | - 6         | 8      |
| 5.      | Željezničar Knin      | 10       | 2       | 2          | 6      | 9               | 29             | - 20        | 5      |
| 6.      | Rudar Siverić         | 10       | 2       | 1          | 7      | 16              | 37             | - 21        | 5      |

### IV grupa
| Poredak | Klub                     | Utakmica               | Pobjeda                | Neodlučeno             | Poraza                 | Postigli golova        | Primili golova         | Gol-razlika            | Bodova                 |
| ------- | ------------------------ | ---------------------- | ---------------------- | ---------------------- | ---------------------- | ---------------------- | ---------------------- | ---------------------- | ---------------------- |
| 1.      | Bratstvo Zadar           | 6                      | 5                      | 0                      | 1                      | 33                     | 10                     | +23                    | 10                     |
| 2.      | Primorac Biograd na Moru | 6                      | 5                      | 0                      | 1                      | 21                     | 12                     | +9                     | 10                     |
| 3.      | Arbanasi Zadar           | 6                      | 2                      | 0                      | 4                      | 10                     | 14                     | -4                     | 4                      |
| 4.      | Velebit Benkovac         | 6                      | 0                      | 0                      | 6                      | 5                      | 33                     | -28                    | 0                      |
|         | Brodograditelj Zadar     | odustali od natjecanja | odustali od natjecanja | odustali od natjecanja | odustali od natjecanja | odustali od natjecanja | odustali od natjecanja | odustali od natjecanja | odustali od natjecanja |

### V grupa
| Poredak | Klub              | Utakmica | Pobjeda | Neodlučeno | Poraza | Postigli golova | Primili golova | Gol-razlika | Bodova |
| ------- | ----------------- | -------- | ------- | ---------- | ------ | --------------- | -------------- | ----------- | ------ |
| 1.      | Jelsa             | 4        | 2       | 1          | 1      | 12              | 11             | +1          | 5      |
| 2.      | Jadran Stari Grad | 4        | 2       | 0          | 2      | 8               | 6              | +2          | 4      |
| 3.      | Hajduk Vela Luka  | 4        | 1       | 1          | 2      | 11              | 14             | -3          | 3      |

### VI grupa
| Poredak | Klub              | Utakmica               | Pobjeda                | Neodlučeno             | Poraza                 | Postigli golova        | Primili golova         | Gol-razlika            | Bodova                 |
| ------- | ----------------- | ---------------------- | ---------------------- | ---------------------- | ---------------------- | ---------------------- | ---------------------- | ---------------------- | ---------------------- |
| 1.      | Trpanjac (Trpanj) | 2                      | 2                      | 0                      | 0                      | 13                     | 4                      | +9                     | 4                      |
| 2.      | Rat Kuna Pelješka | 2                      | 0                      | 0                      | 2                      | 4                      | 13                     | -9                     | 0                      |
|         | Grk Potomje       | odustali od natjecanja | odustali od natjecanja | odustali od natjecanja | odustali od natjecanja | odustali od natjecanja | odustali od natjecanja | odustali od natjecanja | odustali od natjecanja |

### VII grupa
| Poredak | Klub              | Utakmica | Pobjeda | Neodlučeno | Poraza | Postigli golova | Primili golova | Gol-razlika | Bodova |
| ------- | ----------------- | -------- | ------- | ---------- | ------ | --------------- | -------------- | ----------- | ------ |
| 1.      | Jug Dubrovnik     | 6        | 5       | 1          | 0      | 19              | 6              | +13         | 11     |
| 2.      | Neretvanac Opuzen | 6        | 4       | 1          | 1      | 24              | 8              | +16         | 9      |
| 3.      | Borac Dubrovnik   | 6        | 2       | 0          | 4      | 13              | 23             | -10         | 4      |
| 4.      | Slaven Gruda      | 6        | 0       | 0          | 6      | 8               | 27             | -19         | 0      |

## Kvalifikacije za završnicu
Izravno pravo sudjelovanja u finalnom natjecanju stjecali su prvaci I grupe Slaven iz Trogira, II grupe Val iz Kaštel Starog i VII grupe Jug iz Dubrovnika.
Prvaci III grupe DOŠK iz Drniša i IV grupe Bratstvo (Zadar) igrali su međusobno dvije utakmice.
Drugoplasirani iz prve grupe Vicko Krstulović (Split) i druge grupe Jadran (Kaštel Sućurac) igrali su međusobno dvije kvalifikacijske utakmice.
Drugooplasirani VII grupe Neretvanac (Opuzen) igrao je s Trpanjcem - ukupnim pobjednikom dviju kvalifikacijskih utakmica izmeđupobjednika V grupe Jelsa i VI grupe Trpanjac (Trpanj).

### Rezultati kvalifikacija
| Kaštel Sućurac: | Jadran Kaštel Sućurac - Vicko Krstulović Split | 3:1 (1:1) |
| Split:          | Vicko Krstulović - Jadran                      | 1:2 (0:0) |
|                 |                                                |           |
| Zadar:          | Bratstvo Zadar - DOŠK Drniš                    | 3:4 (1:2) |
| Drniš:          | DOŠK - Bratstvo Zadar                          | 7:1 (4:0) |
|                 |                                                |           |
| Potomje:        | Trpanjac (Trpanj) - Jelsa                      | 4:4 (1:2) |
| Jelsa:          | Jelsa - Trpanjac                               | 2:5 (2:2) |
|                 |                                                |           |
| Potomje:        | Trpanjac - Neretvanac Opuzen                   | 4:2 (1:0) |
| Opuzen:         | Neretvanac 1 - Trpanjac                        | 2:0 (2:0) |
|                 |                                                |           |
|                 |                                                |           |

1  Budući da je ukupan rezultat u obje utakmice između Neretvanca i Trpanjca i nakon produžetaka ostao neodlučan (4:4), kockom je i završne kvalifikacije otišao Neretvanac. 

## Završna liga Prvenstva Dalmacije
Natjecanje je započelo 19. kolovoza 1951. a završilo 21. listopada 1951. godine.
| Poredak | Klub                  | Utakmica | Pobjeda | Neodlučeno | Poraza | Postigli golova | Primili golova | Gol-razlika | Bodova |
| ------- | --------------------- | -------- | ------- | ---------- | ------ | --------------- | -------------- | ----------- | ------ |
| 1.      | Val Kaštel Stari      | 10       | 8       | 1          | 1      | 35              | 9              | +26         | 17     |
| 2.      | Slaven Trogir         | 10       | 8       | 1          | 1      | 23              | 9              | +14         | 17     |
| 3.      | Jadran Kaštel Sućurac | 10       | 4       | 2          | 4      | 11              | 16             | -5          | 10     |
| 4.      | Jug Dubrovnik         | 10       | 4       | 1          | 5      | 17              | 17             | 0           | 9      |
| 5.      | DOŠK Drniš            | 10       | 1       | 3          | 6      | 9               | 16             | -7          | 5      |
| 6.      | Neretvanac Opuzen     | 10       | 0       | 2          | 8      | 4               | 32             | -28         | 2      |